# Nature Metabolism
Nature Metabolism è una rivista scientifica mensile sottoposta a revisione paritaria e pubblicata dalla Nature Portfolio. È stata fondata nel 2019. Il caporedattore è Christoph Schmitt.

## Indicizzazione
Gli abstract e gli articoli della rivista sono indicizzati da:
- PubMed/MEDLINE[3]
- Science Citation Index Expanded[4]
- Scopus[5]

Secondo il Journal Citation Reports, nel 2022 Nature Metabolism ha avuto un fatore di impatto pari a 20.8, posizionandosi al quarto posto fra le 146 riviste censite nella categoria "Endocrinologia e metabolismo".